# Ranma ½: Chōnai Gekitōhen
Ranma ½: Chōnai Gekitōhen (らんま1/2 町内激闘篇) é um jogo eletrônico de luta 2-D lançado em 27 de março de 1992 pelas desenvolvedoras Masaya e Irem para o Super Famicom somente no Japão, sendo o primeiro game baseado na série de mangá Ranma ½ lançado para este console. É também o único jogo da série a conter o personagem Cologne.
Quando o jogo foi lançado nos EUA, ele foi totalmente modificado e ganhou um novo nome - Street Combat. As músicas de fundo, os personagens e seus sprites e alguns cenários foram alterados, mas os movimentos dos personagens e seus superpoderes foram mantidos. Um exemplo é a personagem Ranma, que foi substituída por um homem louro com armas azuis brilhantes chamado Steven.

## Sinopse do jogo
| “ | Ranma descobre que há um torneio de artes marciais no qual o grande prêmio é um convite para ver a China. Desesperado para se livrar de sua maldição Jusenkyo, Ranma decide entrar no torneio, mas os outros personagens também escutam falar sobre o torneio e decidem também entrar para também tentar se livrarem de suas próprias maldições, ou simplesmente causar problemas a Ranma. | ” |

## O jogo
O modo história inclui três níveis de dificuldade, "Fácil", "Normal" e "Difícil e Super", mas a dificuldade não altera nenhum dos créditos finais, no entanto, a imagem final mudará dependendo de qual forma Ranma estava após derrotar Ryoga. Ranma é o único personagem jogável no modo história, a menos que o jogador aperte os botões "L" e "R" antes de iniciar, o que permitirá ao jogador escolher um dos oponentes de Ranma (o botão "A" também precisará ser pressionado se o personagem escolhido for o mesmo que o adversário, por exemplo, Shampoo vs. Shampoo, etc). No entanto, não importa qual personagem é escolhido, Ranma ainda aparecerá na imagem final.
Existem dois bonus stage no modo história, sendo o primeiro depois de lutar contra Kodachi, onde o jogador tem que tentar acertar Happosai dez vezes antes do tempo terminar, o que premia o jogador com outro "continue". O segundo bonus stage ocorre depois de lutar contra o Diretor Kuno e envolve o jogador atingir qualquer combinação de dez taças de ramen e castanhas doces lançadas por Cologne antes que o tempo se esgote, novamente o jogador é premiado com outro "continue" após a conclusão.
Semelhante ao modo história, no modo de dois jogadores, quando se pressiona "L" e "R" antes de pressionar o início, ambos destravam Happosai e Cologne como personagens jogáveis.
Nas configurações de controle padrão, "X" performa saltos, "Y" e "B" são usados para ataques normais, enquanto "A" executa ataques especiais. Os botões "L" ou "R" são usados para bloquear. Os botões de salto e ataque podem ser rearranjados de qualquer forma, mas o botão de salto não pode ser movido para o bloco direcional, o que é uma queixa comum entre os fãs.

## Personagens
Abaixo segue um quadro com os personagens do jogo, bem como o seu similar na versão americana.
| Personagem     | Sprite usado no "Street Combat" | Info |
| -------------- | ------------------------------- | --- |
| Ranma Saotome  | Steven                          | Para demonstrar a forma amaldiçoada, "Steven" tem duas aparições, uma com armadura (substituindo a forma padrão de Ranma) e outra sem (para Ranma feminina). |
| Genma Saotome  |                                 | |
| Kodachi Kuno   | Dozo                            | |
| Tatewaki Kuno  | G.I. Jim                        | |
| Principal Kuno | Helmut                          | |
| Shampoo        | Lita                            | |
| Ryoga Hibiki   | C.J.                            | Serve como chefe final do modo Story. |
| Cologne        |                                 | Um personagem oculto que só pode ser jogado no modo Versus depois de colocar um código.                                                                      |
| Happosai       | Happy                           | |